# Karina Kerr
Karina Adrianne Kerr (Rio de Janeiro, c. 1975) é uma ex-competidora de squash brasileira. Foi medalhista nos Jogos Pan-Americanos de 1995, em Mar del Plata, na Argentina.

## Biografia
Foi jogadora de tênis, mas começou a praticar o esporte por recomendação dos amigos. Em 1994, ocupava a terceira posição no ranking brasileiro. Foi campeã pan-americana por equipes na competição realizada em maio daquele ano, na Colômbia.
Nos Jogos Pan-Americanos de 1995, na Argentina, foi eliminada na segunda rodada durante o torneio individual. Foi medalha de bronze na competição por equipes.